# Кенаса (Одеса)
Одеська кенаса — зруйнована кенаса Одеси, що знаходилася за адресою вул. Троїцька, 31. Працювала до початку Першої світової війни.
Знищена у 1930-х більшовиками під час Сталінського терору.

## Історія храму

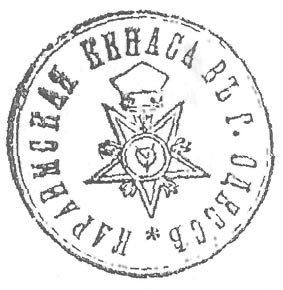
Печатка одеської кенаси

Вперше храм згадується у книзі 1895 року «Одесса, 1794–1894» де приведено фотографію будівлі. У 1996 році Б. З. Леві приводить її короткий опис:
|  | Одноповерхова, не позбавлена оригінальності мурована будівля, що нагадує готико-романський стиль, із великими круглими вікнами над головним входом, знаходилася на Троїцькій вулиці. Воно була розташована в глибині двору й добре проглядалася крізь залізну решітку, якою двір був огороджений із боку вулиці. Праворуч до неї примикав невеликий будинок, в якому, судячи по всьому, була розміщена караїмська школа і квартира газзана. |

На початку XX століття у храмі проведений ремонт, змінено внутрішнє оздоблення, налагоджено електроосвітлення і парове опалення, а також знищена перетинка між чоловічою та жіночою ділянками..
У 1912 році на утримання кенаси виділено 2 000 карбованців золотом зі спадку А. М. Гелеловича.
У 1913 році праворуч від кенаси, на розі вулиць Рішельєвської та Троїцької, був зведений чотириповерховий «Будинок Одеського Караїмського товариства».
З 1927 року кенаса закрита більшовиками, а згодом, у 1930-х роках — знесена більшовиками для побудови на цьому місці молочного заводу.

## Служителі кенаси
| Посада                      | Роки служіння | Ім'я                      |
| --------------------------- | ------------- | ------------------------- |
| старший газзан              | 1827—1842     | Кефелі Юсуп Мойсейович    |
| меламед                     | 1859—1862     | Дуван Яків Веніамінович   |
| старший газзан              | 1860—1867     | Бейм Соломон Абрамович    |
| старший газзан              | 1867—1892     | Бейм Исаак Абрамович      |
| старший газзан              | 1892—1900     | Савускан Юфуда Ісаакович  |
| старший газзан              | 1904—1927     | Кефелі Йосип Мойсейович   |
| габбай                      | 1914          | Казас Марк Самійлович     |
| виконувач обов'язків шамаша | 1914          | Кефелі Ефраїм Якович      |
| габбай                      | 1917          | Майкапар Абрам Мойсейович |

## Галерея

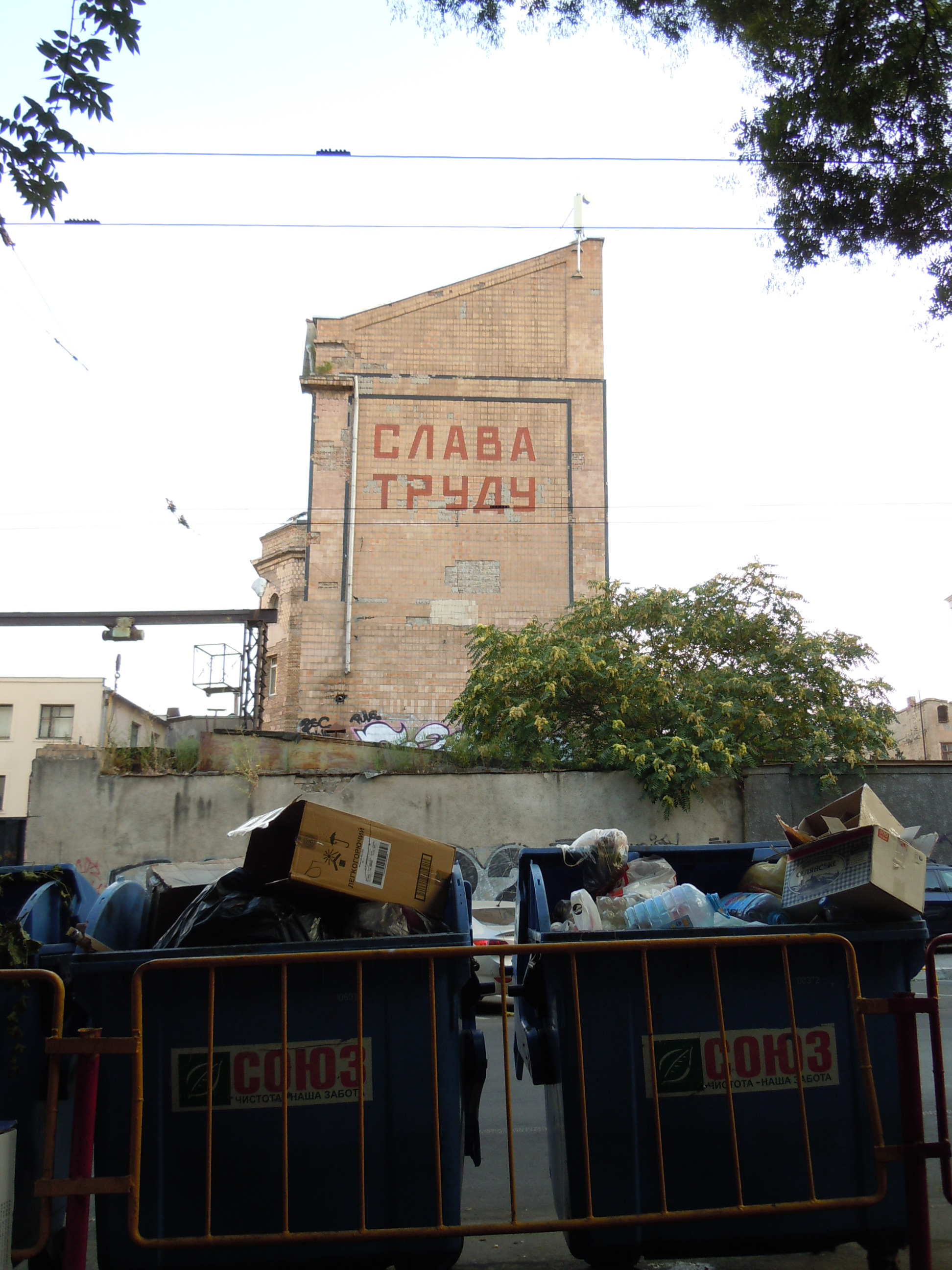
Місце, де колись знаходилася кенаса
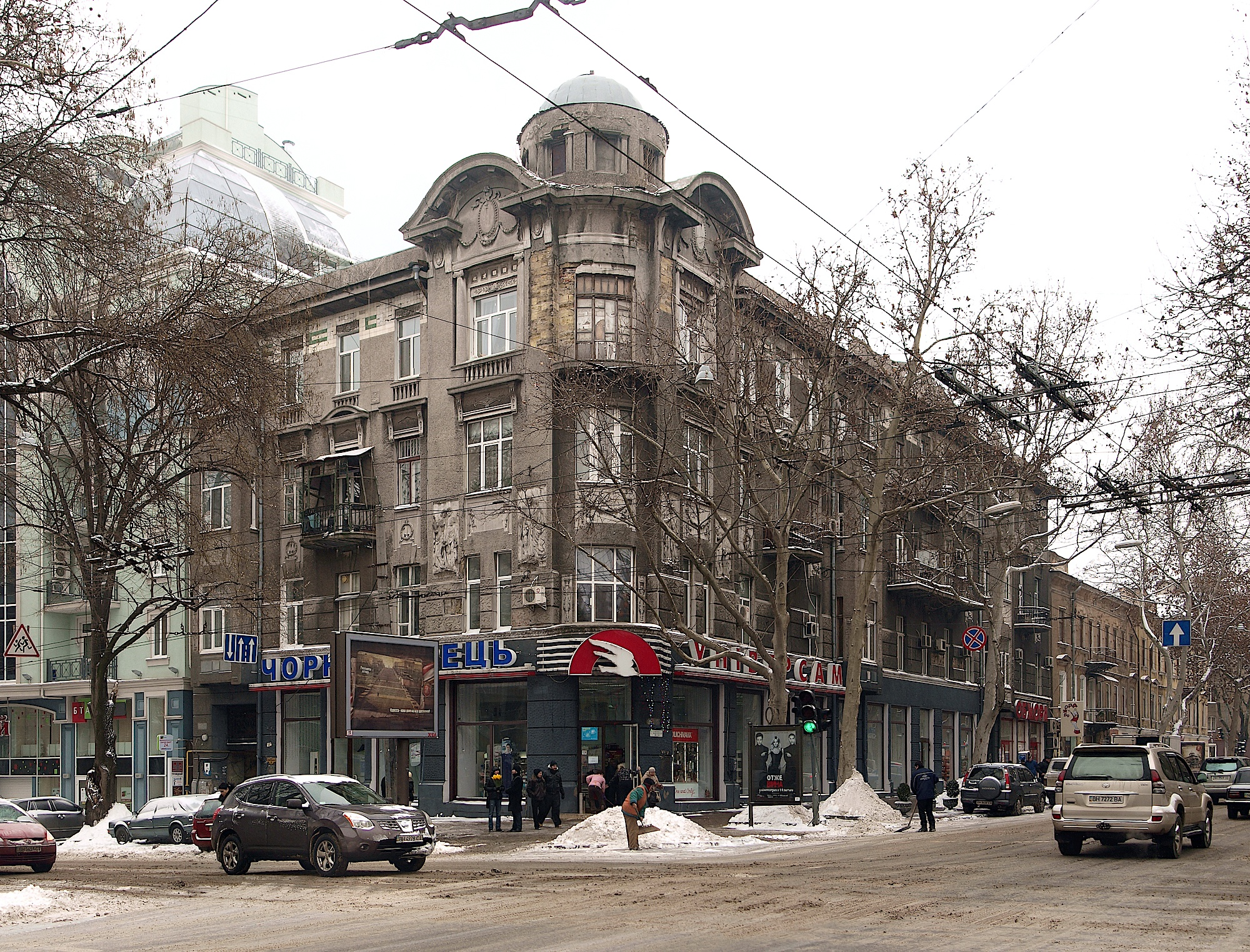
Будинок караїмського товариства
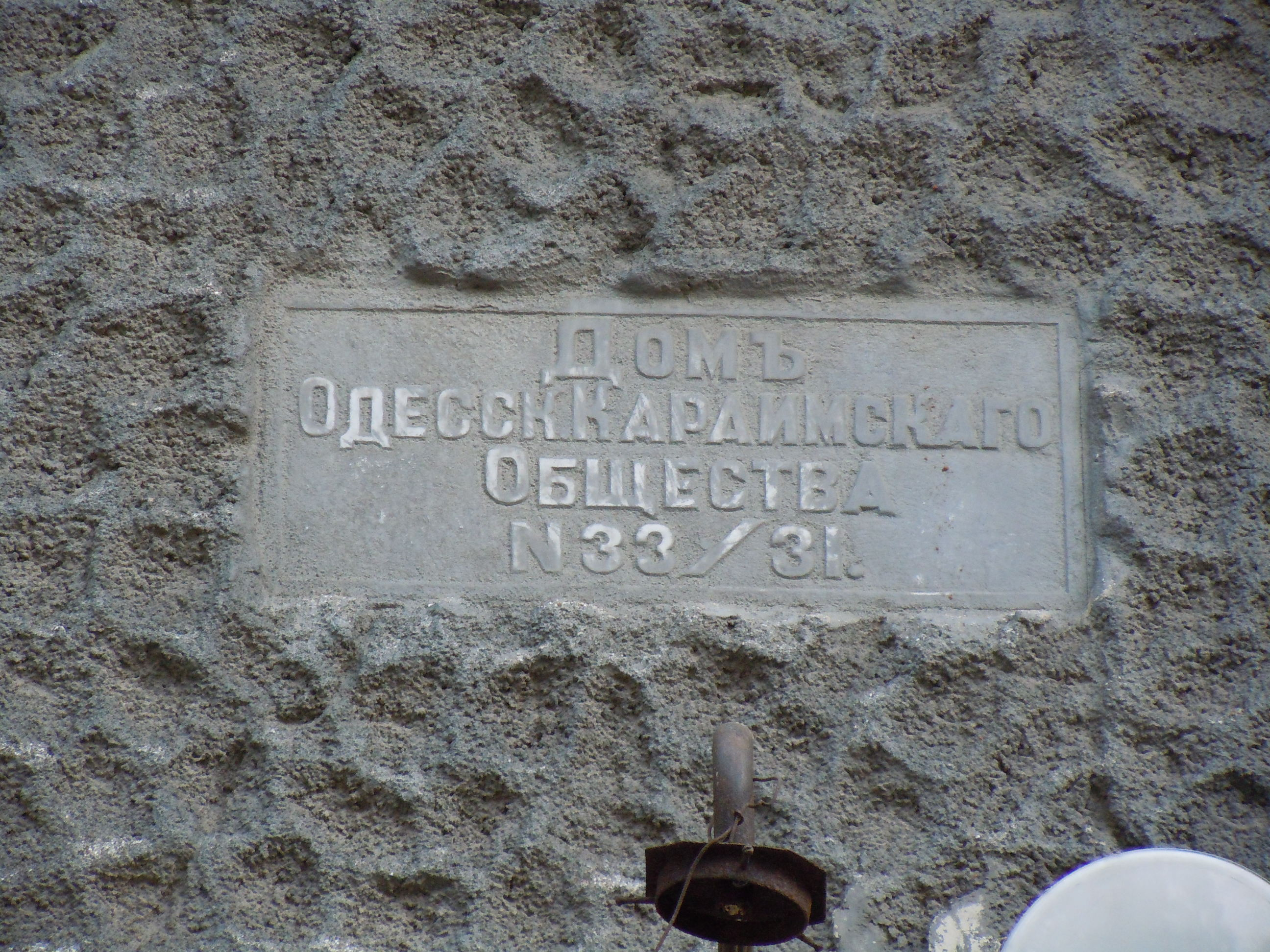
Табличка на будинку караїмського товариства
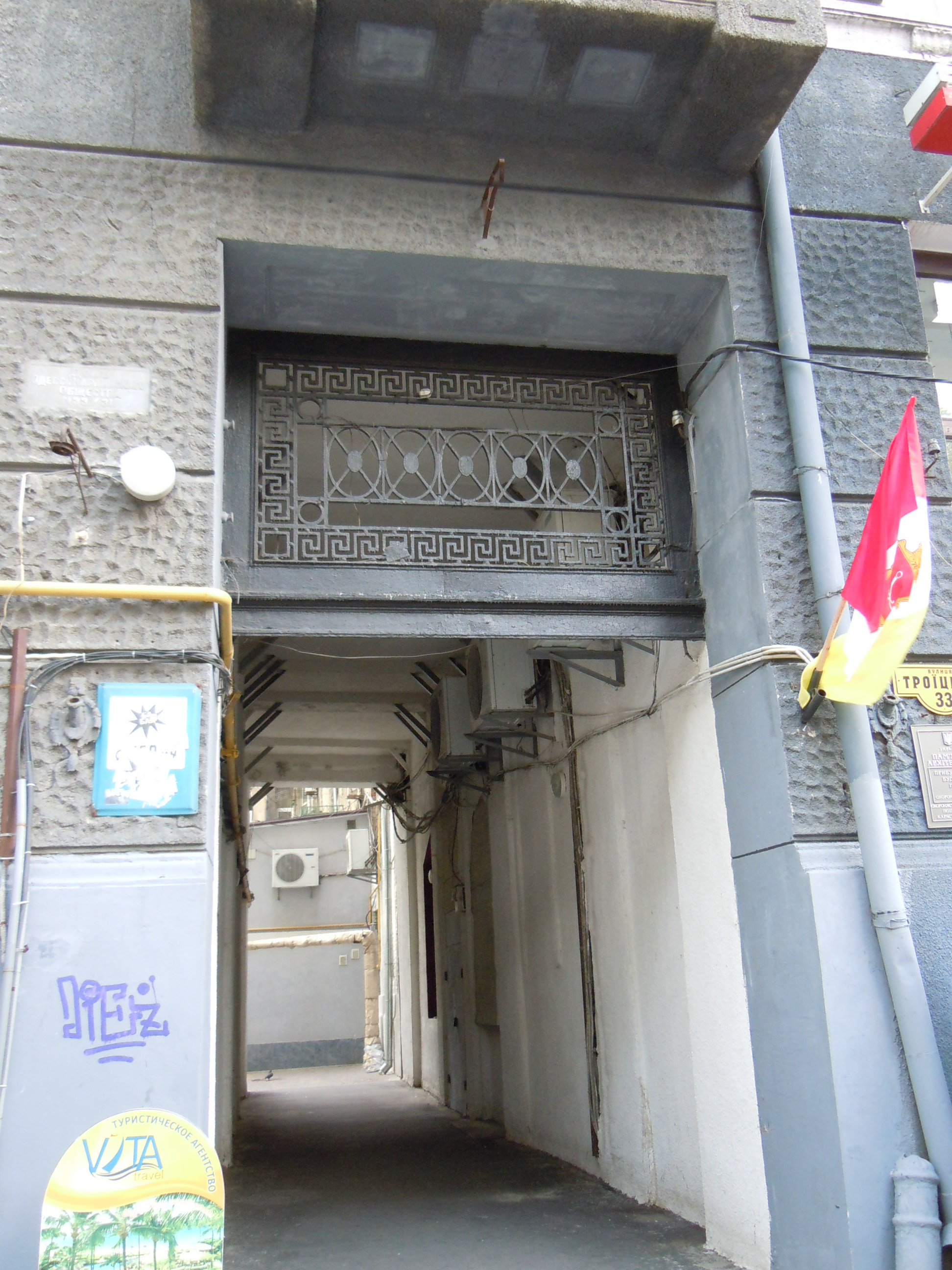
Брама будинку караїмського товариства